# Hedrehely
Hedrehely là một thị trấn thuộc hạt Somogy, Hungary. Thị trấn này có diện tích 25,51 km², dân số năm 2010 là 412 người, mật độ 16 người/km².